# 一個妓女的驚世自白
《一個妓女的驚世自白》是荷蘭應召女郎薩維拉·賀蘭德於1971年出版的自傳，銷量超過兩千萬本，這本自傳的內容由傳主口述，羅賓·摩爾（Robin Moore）紀錄了傳主口述的內容，並訂定了書名，而揚尼·旦利維（ Yvonne Dunleavy）改寫口述的內容或代筆完成該自傳。台灣由新雨出版社於1997年出版，譯者為李信鴻。

## 改編
賀蘭德的自傳被改編成一系列電影，系列首作是1975年上映、由琳恩·蕾格烈芙主演的《快樂妓女》，第二部作品是1977年上映、由喬伊·希爾頓主演的《快樂妓女去華盛頓》，第三部作品是1980年上映、由瑪蒂娜·貝斯維克主演的《快樂妓女去好萊塢》